# Le Gâvre
Le Gâvre là một xã thuộc tỉnh Loire-Atlantique, trong vùng Pays de la Loire ở phía tây nước Pháp. Xã này nằm ở khu vực có độ cao từ 22-62 mét trên mực nước biển. Theo điều tra dân số năm 2007 của INSEE, xã có dân số 1385 người.